# RoboGames
RoboGames（旧 Robolympics）とは、アメリカ・ロボット工学協会が主催する複数のロボットによる国際競技会である。

## 競技種目
- ロボット相撲 (Sumo)
- ロボットサッカー (Robot Soccer)
- ロボットウォーズ
- ロボットトライアスロン
- 階段上り
- マイクロマウス（迷路）
- 多足歩行ロボットチャレンジ
- 2足歩行ロボット短距離走
- ROBO-ONE
- スラロームライントレーサーロボット

## 競技結果
第1回ロボリンピックは、サンフランシスコのフォートメイソン・センターで2004年3月20日、21日に開催され、11か国、414台のロボットが参加した。
| 参加国         | 金 | 銀 | 銅 |
| 米国           | 26 | 23 | 21 |
| 日本           | 5  | 5  | 5  |
| カナダ         | 0  | 2  | 3  |
| 英国           | 1  | 1  | 0  |
| 韓国           | 1  | 0  | 1  |
| シンガポール   | 1  | 0  | 0  |
| スロベニア     | 1  | 0  | 0  |
| ドイツ         | 0  | 1  | 0  |
| オーストラリア | 0  | 0  | 0  |
| ベルギー       | 0  | 0  | 0  |
| スペイン       | 0  | 0  | 0  |

## 日本
ロボットのオリンピックをイメージした、国際競技大会としてロボリンピック（Robolympics）という名の企画は、日本国内においても1994年頃より検討されたが、1999年に名称が「ロボット創造国際競技大会」（愛称：ロボフェスタ）に変更され、2001年に関西で「ロボフェスタ関西2001」、神奈川で「ロボフェスタ神奈川2001」が開催されている。